# يا خيل الله (فلم)
 يا خيل الله (بالفرنسية: Les chevaux de Dieu) هو فيلم دراما مغربي صدر سنة 2012 حول الاعتداءات الإرهابية التي استهدفت الدار البيضاء عام 2003. الفيلم من إخراج نبيل عيوش، وهو مقتبس من رواية نجوم سيدي مومن للكاتب المغربي ماحي بينبين. فاز الفيلم بالعديد من الجوائز، كما مثل المغرب في جائزة الأوسكار لأفضل فيلم بلغة أجنبية في حفل توزيع جوائز الأوسكار السادس والثمانون.

## القصة
في عام 1994، يعيش ياشين (واسمه الحقيقي طارق) وشقيقه الأكبر العنيف حميد، وأصدقاء ياشين: نبيل (ابن طامو، وهي مغنية وعاهرة محلية)، وفؤاد المدخن للمخدرات، وخليل، في فقر مدقع داخل حي صفيحي في سيدي مومن، أحد الأحياء الفقيرة على أطراف الدار البيضاء في المغرب. يكسب حميد المال من خلال العمل كناقل للمخدرات. يسرق الفتيان الخمر من زفاف والد خليل، ويقوم حميد باغتصاب نبيل الثمل أمام الآخرين.
بحلول عام 1999، يصبح الحي الصفيحي أكبر بكثير، وتزامنًا مع وفاة الملك الحسن الثاني، يمضي ياشين ورفاقه نبيل وفؤاد وخليل وقتهم في تدخين الحشيش، بينما يقع ياشين في حب غزلان، شقيقة فؤاد. أصبح حميد موزع مخدرات معروف في الحي، يشتري ذمة الشرطي المعروف بلقب «بيتبول»، ويمنع شقيقه ياشين من دخول عالم المخدرات. يجبر المتشددون الدينيون طامو على مغادرة الحي. يُحكم على حميد بالسجن لمدة عامين بعد أن رشق سيارة بيتبول بحجر. يُطرد ياشين من السوق في المدينة القديمة، فيساعده نبيل في الحصول على وظيفة لإصلاح المحركات لدى الميكانيكي با موسى.
غداة هجمات 11 سبتمبر، يُطلق سراح حميد من السجن بعد أن تخلى عن المخدرات واعتنق الإسلام المتطرف. يقتل ياشين با موسى بعد أن حاول الأخير، وهو في حالة سكر، اغتصاب نبيل. يلجأ نبيل إلى حميد، الذي يساعده وأصدقاءه الإسلاميين في إخفاء الجثة. يمنح حميد كلًا من ياشين ونبيل مأوى داخل مجمع إسلامي سري في الحي الصفيحي، وهناك يلتقيان بأبو زبير، الذي يبدأ في تجنيدهما ضمن جماعته المتطرفة. نصير، وهو عدو سابق من الحي، أصبح الآن أحد أصدقاء حميد المقربين، ويقوم بترهيب خليل وفؤاد لإجبارهما على الانضمام إلى الخلية. يبدأ الأربعة في تعلم الجوجوتسو. يشعر ياشين بذنبه العميق بسبب قتله لبا موسى، فيمضي الليل مع نبيل، لكنه ينجذب أيضًا إلى رسالة أبو زبير حول الغفران من خلال الالتزام بالتطرف الديني.
بعد عام، في نوفمبر 2002، يتخلى طارق عن لقبه القديم (ياشين) وينغمس بالكامل مع نبيل وفؤاد في الفكر المتطرف. يخبرهم أبو زبير أنهم سيُقبلون في الدائرة الداخلية للخلية، مما يثير غيرة حميد وغضبه. يُعرض مشهد طويل يظهر عملية تطرف الأصدقاء. يكتشف طارق أن غزلان ستتزوج أحد أقاربها.
في فبراير 2003، تداهم الشرطة اجتماعًا عامًا للمتطرفين، حيث يتعرض طارق للضرب. يبدأ أبو زبير في الترويج لفكرة الاستشهاد داخل الخلية. تحاول طامو رؤية نبيل، لكنه يرفض استقبالها أو قبول هداياها. يصل أمير مجهول لتعزيز خطاب الاستشهاد، مخاطبًا حميد وطارق وفؤاد ونبيل ونصير قائلًا: «احذروا، يا أبناء الإسلام، من أن تصبحوا مثل أولئك الذين يتمسكون بالحياة الدنيا ويخشون أن يكونوا شهداء. أيا خيل الله فاركبي، وبالجنة أبشري». يُختار الأربعة لتنفيذ عملية انتحارية، ما يزيد من غيرة حميد تجاه طارق.
يقترب يوم 9 مايو، وهو الموعد المقرر للهجوم، لكن مع اقتراب الشرطة من الخلية، يفر أبو زبير ويتم تأجيل الهجوم إلى 16 مايو. يتوجه الرجال الخمسة إلى التلال القريبة من الدار البيضاء، حيث يُذهل طارق ونبيل وفؤاد من ثراء المدينة، ويفاجَؤون بوجود غابات وأنهار شاسعة، في تناقض صارخ مع الصحراء التي نشأوا فيها. يقيمون في الغابة انتظارًا ليوم الهجوم. يأمل طارق أن تتذكره غزلان باعتزاز بعد استشهاده. يحاول حميد عبثًا إقناع طارق بعدم المضي قدمًا في تنفيذ الهجوم.
في 15 مايو، يعود الرجال إلى الحي الصفيحي حيث يلتقون بأبو زبير وأفراد الخلية الـ 14 الآخرين. يستعدون بعناية لمهمتهم، فيحلقون، ويغتسلون، ويضبطون ساعاتهم، ويتسلمون قنابلهم.
في 16 مايو، يدخل حميد وفؤاد وطارق ونبيل إلى الدار البيضاء، حيث يقضون النهار في التجول في المدينة. في الليل، يقتربون من مطعم «كازا دي إسبانيا». يرفض حميد السماح لطارق بتنفيذ الهجوم، لكن طارق يدفعه بعيدًا. يفر فؤاد، غير راغب في الموت. يطعن طارق ونبيل حارس الباب حتى الموت قبل أن يدخلا النادي. بعد دقيقتين، يلمحان حميد داخل النادي أيضًا. يفجر الثلاثة أنفسهم.
يُختتم الفيلم بمشهد لأطفال في سيدي مومن يلعبون كرة القدم في الظلام، ويتوقفون للاستماع إلى أصوات الانفجارات في المدينة. تظهر العناوين الختامية لتوضيح تفاصيل تفجيرات الدار البيضاء عام 2003، والأماكن التي وقعت فيها، وعدد الضحايا الذين لقوا حتفهم.

## طاقم التمثيل
- عبد الحكيم رشيد بدور طارق/ياشين، الأخ الأصغر الذي يتعرض للتنمر، ويحلم بأن يصبح حارس مرمى لكرة القدم، لكنه يتبنى الفكر المتطرف بعد قتله لرجل.
- عبد الإله رشيد بدور حميد، شقيق ياشين الأكبر وتاجر مخدرات، يعتنق التطرف الديني أثناء وجوده في السجن، لكنه يخشى الموت.
- حمزة صويدق في دور نبيل، صديق ياشين المقرب (وربما مثلي الجنس)، وهو ابن عاهرة.
- أحمد الإدريسي العمراني بدور فؤاد، صديق ياشين وشقيق غزلان (الفتاة التي يحبها ياشين).
- بدر شاكير بدور خليل، صديق ياشين المرح الذي يرفض تبني الفكر المتطرف.
- محمد طالب بدور أبو زبير، الزعيم الكاريزمي للخلية المتطرفة في سيدي مومن.
- محمد مبروك بدور نصير، العدو السابق لياشين في الطفولة، والذي أصبح متطرفًا.
- إيمان بننية بدور غزلان، شقيقة فؤاد والفتاة التي يحبها طارق.
- عبد الله أوزاد بدور با موسى، صاحب ورشة الإصلاح، رجل بدين ومسيء للآخرين.
- حسن مضياف بدور المدني، صاحب مقهى الحي.
- ربيع بن جحايل بدور زيد، اليد اليمنى لأبو زبير في خلية سيدي مومن.

## الموضوعات
يتناول فيلم يا خيل الله العديد من الموضوعات، بما في ذلك التطرف، والإرهاب، والفقر، و الذكورية المفرطة، والجنسانية. وعلى الرغم من أن الفيلم يتناول قضيتي الإرهاب والتطرف، إلا أنه يركز بشكل أكبر على الفقر، والذكورية المفرطة، وانعدام الأمل، أكثر من تأثير الدين، وتحديدًا الإسلام. من خلال تتبع الشخصيات الرئيسية منذ طفولتهم حتى بلوغهم، يقوم الفيلم بتفكيك الغموض الذي يحيط بهذا المجتمع الفقير في شمال إفريقيا، حيث يجعل احتضانهم للإرهاب أمرًا مفهومًا بشكل مرعب عبر إحساس بالمصير المأساوي الحتمي.
في مقابلة حول الفيلم، أوضح نبيل عيوش: «وجهة نظري ليست تقديم دروس أخلاقية، بل الفهم من خلال العرض. في بداية الفيلم، نرى أطفالًا في العاشرة من عمرهم، يشبهون أي أطفال آخرين، ولديهم نفس الأحلام. الشباب المسلمون لديهم نفس الطموحات التي يحملها الشباب في الغرب، وعلينا التوقف عن الاعتقاد بأنهم يأتون من كوكب له عادات بعيدة… لكن البيئة المحيطة بهم تجعل كل شيء ينهار. هناك شعور بالتخلي: هؤلاء الشباب يشعرون بأنهم مواطنون من الدرجة الثانية. هذا ما يمكن أن يؤدي، في العالم العربي، وخاصة في المغرب، إلى الانحراف نحو التطرف، حيث يعيش هؤلاء في مناطق خارجة عن القانون، حيث لا تتم تلبية احتياجاتهم إلا من قبل خلايا متطرفة لا يجدون غيرها».

## الإطلاق والجوائز
شارك الفيلم في فئة نظرة ما ضمن فعاليات مهرجان كان السينمائي 2012.
حصد الفيلم عدة جوائز في مهرجانات سينمائية في روتردام، ونامور، وبروكسل، وبلد الوليد، والدوحة، وبيزنسون، ومونبلييه، لكنه لم يفز بأي جائزة في بلده، حيث كان ضمن المسابقة الرسمي للمهرجان الدولي في بمراكش في فبراير 2013.
تم اختياره لتمثيل المغرب في جائزة الأوسكار لأفضل فيلم بلغة أجنبية في حفل توزيع جوائز الأوسكار السادس والثمانون، لكنه لم يُرشح. كما حصل على ترشيحين في الدورة الرابعة لجوائز ماجريت، وفاز بجائزة أفضل تصوير سينمائي للمصور هشام علوي.

## روابط خارجية
- مقالات تستعمل روابط فنية بلا صلة مع ويكي بيانات